# French-Ukrainian Journal of Chemistry
«French-Ukrainian Journal of Chemistry» (укр. Франко-український хімічний журнал) — електронний науковий журнал, що публікується Київським національним університетом імені Тараса Шевченка.
Всі повнотекстові публікації (оригінальні та оглядові статті) знаходяться у вільному доступі на сайті журналу [Архівовано 25 вересня 2015 у Wayback Machine.]. Статті публікуються винятково англійською мовою.

Журнал було створено 2013 року після понад 15 років успішної співпраці французьких та українських хіміків. Перше міжнародне науково-дослідне об'єднання з молекулярної хімії було створене у 2008 році, подовжене у 2012 році. В результаті, дана співпраця поширилась на багато країн світу та сотні наукових груп. Саме це спровокувало створення журналу, що публікує нові результати досліджень хіміків — як учасників франко-українського об'єднання, так і науковців, що не входять до нього. Єдиними критеріями публікації хімічної статті в даному журналі є висока якість статті, оригінальність та значний рівень наукових результатів, представлених в ній.